# ساوث كنزنغتون

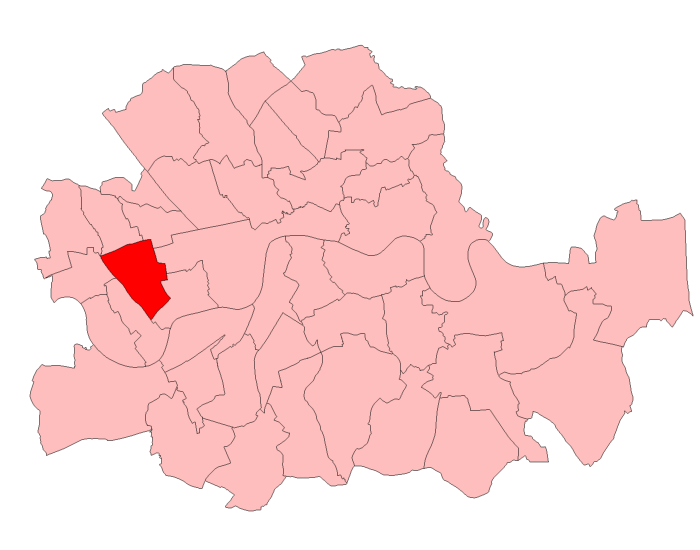
خريطة لحدود ساوث كينزنغتون بين عامي 1950 و1974، وهي مقاربة بعض الشيء لحدودها الحالية.

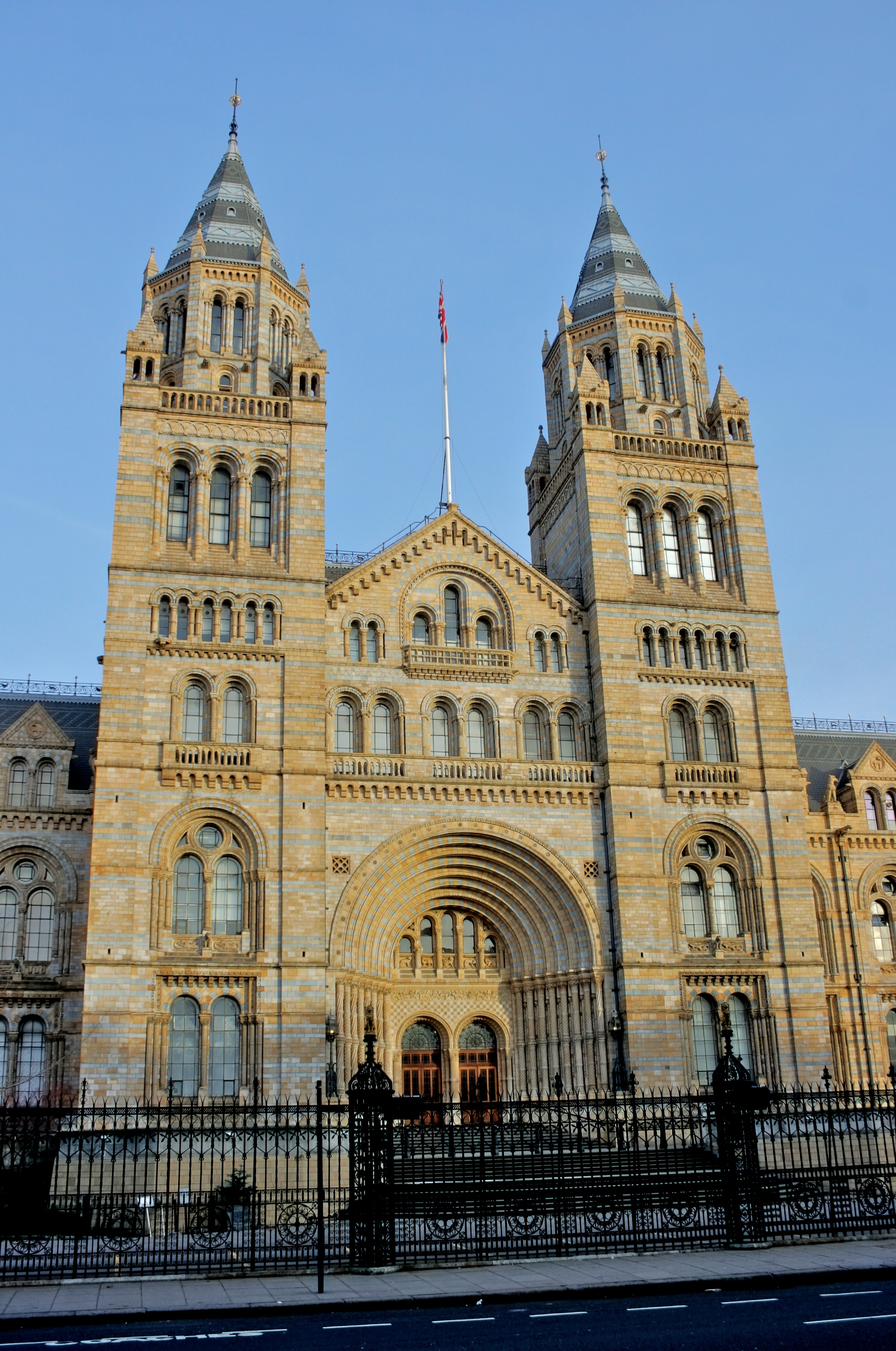
متحف التاريخ الطبيعي في لندن والمتاحف المجاورة له هي بعض معالم منطقة ساوث كينزنغتون البارزة.

ساوث كينزنغتون هي منطقة في وسط مدينة لندن تتبع إدارياً حاضرة كينزنغتون وتشيلسي الملكية، وتقع إلى غرب منطقة تشيرنغ كروس. لا تمتلك منطقة ساوث كينزنغتون حدوداً إدارية رسميَّة، ولذلك فإنَّه من الصعب تحديد أي تبدأ أو تنتهي، لكن من الشائع بين السكان أن تُعرَّف بأنها المنطقة المحيطة بمحطة مترو ساوث كينزنغتون، إضافةً إلى الحديقة المجاورة والشوارع قربها.
يمكن أيضاً أن يُعَدَّ الحي الصغير حول محطة مترو غلوستر رود جزءاً آخر من منطقة ساوث كينزنغتون، فضلاً عن شارع المعارض الذي يضمُّ ثلاث متاحف كبرى في لندن، هي متحف التاريخ الطبيعي ومتحف فكتوريا وألبرت ومتحف العلوم. كما تعد بعض معالم لندن البارزة (التابعة إدارياً إلى مدينة ويستمينستر) جزءاً من ساوث كينزنغتون، مثل قاعة ألبرت الملكية والكلية الإمبراطورية بلندن والجمعية الجغرافية الملكية وكلية الموسيقى الملكية.

## أعلام بارزون
- جيمس ماثيو باري (1860-1937).
- بياتريكس بوتر (1866-1943).
- فيرجينيا وولف (1882–1941).
- بيني هيل (1924-1992).
- أشعيا برلين (1909-1997).
- فرانسيس غالتون (1822–1911).
- جون مالكوفيتش.
- داكوتا بلو ريتشاردز.
- ميكا.
- أديل.
- ديفيد بيكهام.
- هنري كاڤيل.